# KDLG
KDLG Public Radio for Alaska's Bristol Bay ist eine Public Radio Station in Dillingham, Alaska. Sie ist eine der wenigen Public Broadcasting Stationen, die als Clear Channel Signal lizenziert ist. Das Programm von KDLG besteht aus einem Mix aus NPR Shows, Sendungen des Alaska Public Radio Network, lokalen Nachrichten und Musik.
Die Sendelizenz ist auf den Dillingham Public School District ausgestellt. Das Programm wird auch von KNSA 930 AM in Unalakleet auf 930 kHz übertragen.